# Economia de Somàlia
Malgrat la falta d'un govern nacional, Somàlia hi ha mantingut una forta economia informal, basada principalment en la ramaderia, en la transferència i remeses de fons, i en les telecomunicacions. L'agricultura és el sector més fort, i la ramaderia representa uns 40% del PIB i més de 50% de les exportacions.
És un dels països més pobres del planeta, amb relativament pocs recursos naturals. La major part de l'economia va ser devastada en la guerra civil. Gran part de la seva població que viu de la creació de bestiar és nòmade o seminòmade.
La banana és un altre important producte d'exportació. Sucre, sorgo, blat de moro i peix són produïts solament per al mercat intern.